# Font Xica de la Plaça Bartomeu
La font Xica de la Plaça Bartomeu és una obra de Caldes de Montbui (Vallès Oriental) protegida com a bé cultural d'interès local.

## Descripció
La font Xica està encastada o adossada a la paret del carrer d'en Bellit cantonada amb el carrer de Vic, justament a la casa de la família Sentmenat. La font presenta tant en planta com en alçat un ordre compositiu força marcat. Està formada per dues pilastres, acabades en forma de piràmide, que se situen als extrems i que rematen i emmarquen l'element, relligades o unides per un muret una mica més baix, que fa la funció de jardinera. Les pilastres són d'alçades iguals però de gruixos diferents, però això no impedeix que el conjunt presenti un eix de simetria central força marcat, tant en planta com en alçat. Les aixetes per on surt l'aigua es disposen a cada una de les pilastres. Tot el conjunt està relligat per una espècie de vorada que forma per una banda les piques que hi ha sota cadascuna de les dues aixetes i el doble abeurador disposat a dos nivells i que era utilitzat pel bestiar. Cal destacar les inscripcions de les dues dades que fan referència al 1692, i a la que fa referència al 1842, així com l'escut de Caldes que hi ha treballat en relleu a la pedra de la part esquerra de la font, que dona al carrer de Vic.

## Història
Coneguda principalment amb el nom de font Xica encara que al llarg del temps ha tingut diversos noms com per exemple: la font d'en Ventura, les Fonts o la font del Carrer d'en Bellit, i la font o les fonts de Can Berenguer. Possiblement és del segle xvii, ja que a la part esquerra de la font hi ha una inscripció a la pedra de l'escut de Caldes i dues dates que fan referència al 1692. També és molt possible que fos restaurada més tard, en el 1842, ja que a la dreta de la font hi ha una altra inscripció que fa referència a aquesta data.
La font se situa al bell mig del nucli antic de Caldes, en el carrer d'en Bellit cantonada de Vic, justament al costat de l'antiga plaça de Sant Vicenç, ara desapareguda i incorporada al carrer de Vic. Està en una de les zones més monumentals de la vila. Es deia plaça de Sant Vicenç perquè estava davant de l'antiga capella de Sant Vicenç (citada des del 1162). Està documentat que el 1436 la plaça es digué de Sant Bartolomei i, el 1549, de Sant Bartomeu, degut al nom que prengué la Capella de Sant Vicenç a causa de la major popularitat d'un dels seus altars. A principis de segle XX la placeta desapareix i s'incorporà al carrer de Vic.